# Медведев, Пётр Иванович

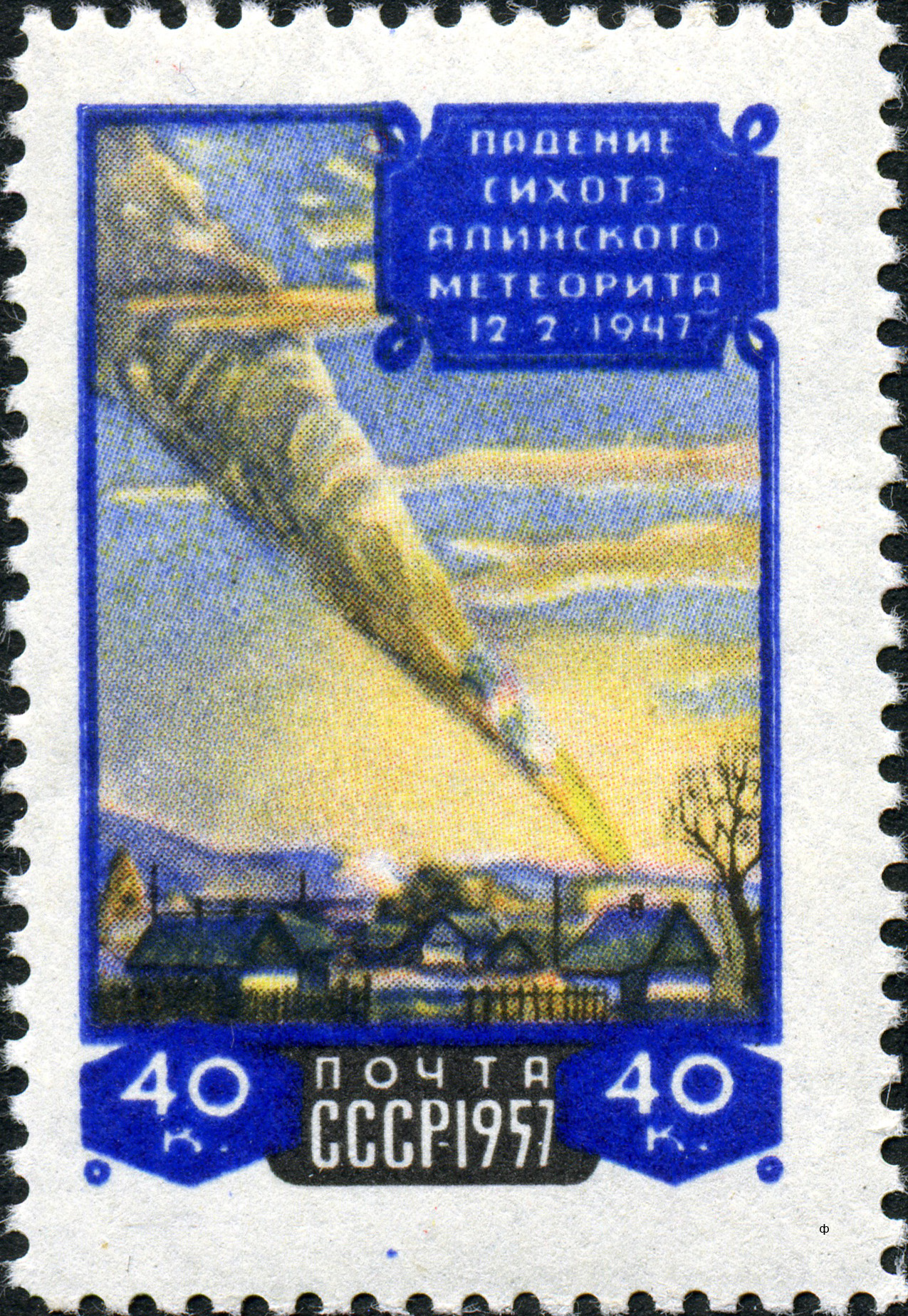
Почтовая марка СССР, 1957 год. Изображено падение Сихотэ-Алинского метеорита. Художник Петр Медведев.

Пётр Ива́нович Медве́дев (17 сентября 1920, Амурская область — 1996, Артём, Приморский край) — художник. Заслуженный работник культуры РСФСР (1974).

## Биография
В 1932 году в возрасте 12 лет приехал в Приморье, в город Иман. Окончив школу, получил художественное образование, проучившись сначала заочно в Хабаровске, а затем очно в художественном училище Благовещенска. Медведев участвовал в войне с Японией. Вернувшись с войны, молодой художник, под впечатлением пережитого, написал несколько военных картин — «Пленные самураи», «Вернулся», «На Родине» и другие. Почти все эти полотна выставлялись на краевых выставках.
В 1954 году Пётр Иванович создал серию пейзажей: «Оттепель», «Борона», «Мартовский день», находясь в Доме творчества имени Репина в Подмосковье . Через 13 лет, в 1967 году, Медведев принял участие во 2 зональной выставке «Советский Дальний Восток» и был принят в члены Союза художников СССР. 24 октября 1970 года в артемовском кинотеатре «Шахтёр» в честь 50-летия Медведева открылась юбилейная выставка приморского художника. Последние его работы — «Долина цветов» и «Пробуждение».
27 февраля 1974 года Президиум Верховного Совета СССР присвоил Медведеву почетное звание Заслуженного работника культуры РСФСР за заслуги в области культуры.
Умер в 1996 году в Артёме.